# Calciatore sudamericano dell'anno 2001
Il premio di calciatore sudamericano dell'anno per il 2001 fu assegnato a Juan Román Riquelme, calciatore argentino del Boca Juniors.

## Classifica
| Pos. | Calciatore          | Naz.      | Punti | Club          |
| ---- | ------------------- | --------- | ----- | ------------- |
| 1.   | Juan Román Riquelme | Argentina | 88    | Boca Juniors  |
| 2.   | Óscar Córdoba       | Colombia  | 59    | Boca Juniors  |
| 3.   | Romário             | Brasile   | 41    | Vasco da Gama |
| 4.   | Francisco Arce      | Paraguay  | 39    | Palmeiras     |
| 5.   | Juan Pablo Sorín    | Argentina | 37    | Cruzeiro      |
| 6.   | Mario Yepes         | Colombia  | 36    | River Plate   |
| 7.   | Ariel Ortega        | Argentina | 31    | River Plate   |
| 8.   | Alejandro Lembo     | Uruguay   | 29    | Nacional      |
| 9.   | Mauricio Serna      | Colombia  | 27    | Boca Juniors  |
| 10.  | Andrés D'Alessandro | Argentina | 20    | River Plate   |
| 10.  | Juninho Paulista    | Brasile   | 20    | Vasco da Gama |